# Eparchie ivano-frankivská
Eparchie ivano-frankivská je eparchie ukrajinské pravoslavné církve Moskevského patriarchátu.

## Území a titul biskupa
Zahrnuje správní hranice území Ivano-frankivské oblasti.
Eparchiálnímu biskupovi náleží titul biskup ivano-frankivský a kolomyjský.

## Historie
Dne 19. února 1946 byl rozhodnutím Svatého synodu zvolen bývalý řeckokatolický duchovní Antonij (Pelveckyj) biskupem stanislavským a kolomyjským.
Ve dnech 8. až 10. března 1946 se na Lvovském soboru vrátili řeckokatoličtí duchovní a věřící z Haliče do stáda Ruské pravoslavné církve. Po Lvovském soboru bylo s církví sjednoceno 648 farností a 237 kněží.
Roku 1962 bylo v souvislosti se změnou jména města Stanislav na Ivano-Frankivsk také změněno jméno eparchie.
Dne 20. listopadu 1989 vyhlásila Rada pro náboženské záležitosti pod Radou ministrů Ukrajinské SSR státní registraci řeckokatolických farností. Tím započal masivní přesun věřících Moskevského patriarchátu k řeckokatolické církvi a Ukrajinské autokefální pravoslavné církvi.
V lednu 2019 započal přechod farností pod jurisdikci nové Pravoslavné církvi Ukrajiny. První farností, která přešla, byla Nikolajevo-Uspenská farnost v Kolomyji.

## Seznam biskupů
- 1946–1957 Antonij (Pelveckyj)
- 1957–1982 Josyf (Savraš)
- 1982–1985 Makarij (Svystun)
  - 1985–1985 Lazar (Švec) dočasný správce
- 1985–1990 Makaryj (Svystun)
- 1990–1991 Feodosij (Dykun)
- 1991–1991 Agafangel (Savvin)
- 1991–1992 Ilarion (Šukalo)
- 1992–1992 Onufrij (Berezovskyj)
- 1992–2007 Mykolaj (Hroch)
- 2007–2014 Pantelejmon (Luhovyj)
- 2014–2018 Tychon (Čyževskyj)
  - 2018–2018 Filaret (Kučerov)
- 2018–2022 Serafym (Zaliznyckyj)
  - 2022–2022 Veniamin (Mižinskyj) dočasný správce
- od 2022 Nykyta (Storožuk)